# Kanoge (Kaliua)
Kanoge è una circoscrizione rurale (rural ward) della Tanzania situata nel distretto di Kaliua, regione di Tabora. Conta una popolazione di 4 504 abitanti (censimento 2012).